# Antonio Hurtado Valhondo
Antonio Hurtado Valhondo (Càceres, 11 d'abril de 1824 - Madrid, 19 de juny de 1878) fou un escriptor, periodista i polític espanyol, diputat, senador i governador civil de Barcelona i València.

## Biografia
Fill d'Ignacio Rodríguez Hurtado i Juana García Valhondo, pertanyia a una família humil, i tot i que era bon estudiant, va començar a llegir i escriure de manera autodidacta. Gràcies a un cunyat de Donoso Cortés anà a Madrid i començà a treballar en un diari, on adaptà els seus cognoms a Hurtado Valhondo. Començà la seva carrera literària col·laborant amb algunes obres literàries amb Gaspar Núñez de Arce i va escriure obres de teatre en vers. influïdes pel duc de Rivas i José Zorrilla, aplegades en 1870 sota el títol de Madrid dramático (La muerte de un valido, La ejecución de Villamediana, Los padres de la Merced, Las gradas de San Felipe, Un lance de Quevedo). també fou amic d'Adelardo López de Ayala i del music Emilio Arrieta. Políticament, fou governador civil de les províncies d'Albacete (1859), Jaén (1860-1863), Valladolid (1863), Cadis (1864), València (1864) i Barcelona (1865-1866). En aquest darrer destí va col·laborar en l'erradicació d'una epidèmia de còlera, malaltia que va agafar i de la que no es va acabar de recuperar mai.
Vinculat a la Unió Liberal, fou diputat a les Corts Espanyoles de 1865 en substitució d'Antonio Cánovas del Castillo. En 1872 fou membre del Tribunal de Comptes, en 1875 fou nomenat membre del Consell d'Estat i en 1876 senador per Puerto Rico.

## Obra
- Romancero de Hernán Cortés (1847)
- La verdad en el espejo (1851)
- El anillo del rey (1852)
- Cantos a la Virgen de la Montaña (1859)
- La voz del corazón (1867)
- La maya (1869)
- Corte y cortijo (1870)
- Madrid dramático (1870)